# أنطوانيت توبمان
أنطوانيت لويز بادمور توبمان (24 فبراير 1914 - 16 مايو 2011) زوجة السياسي الليبيري ويليام س.توبمان وكانت السيدة الأولى في ليبيريا من عام 1948 حتى عام 1971.

## سيرة شخصية

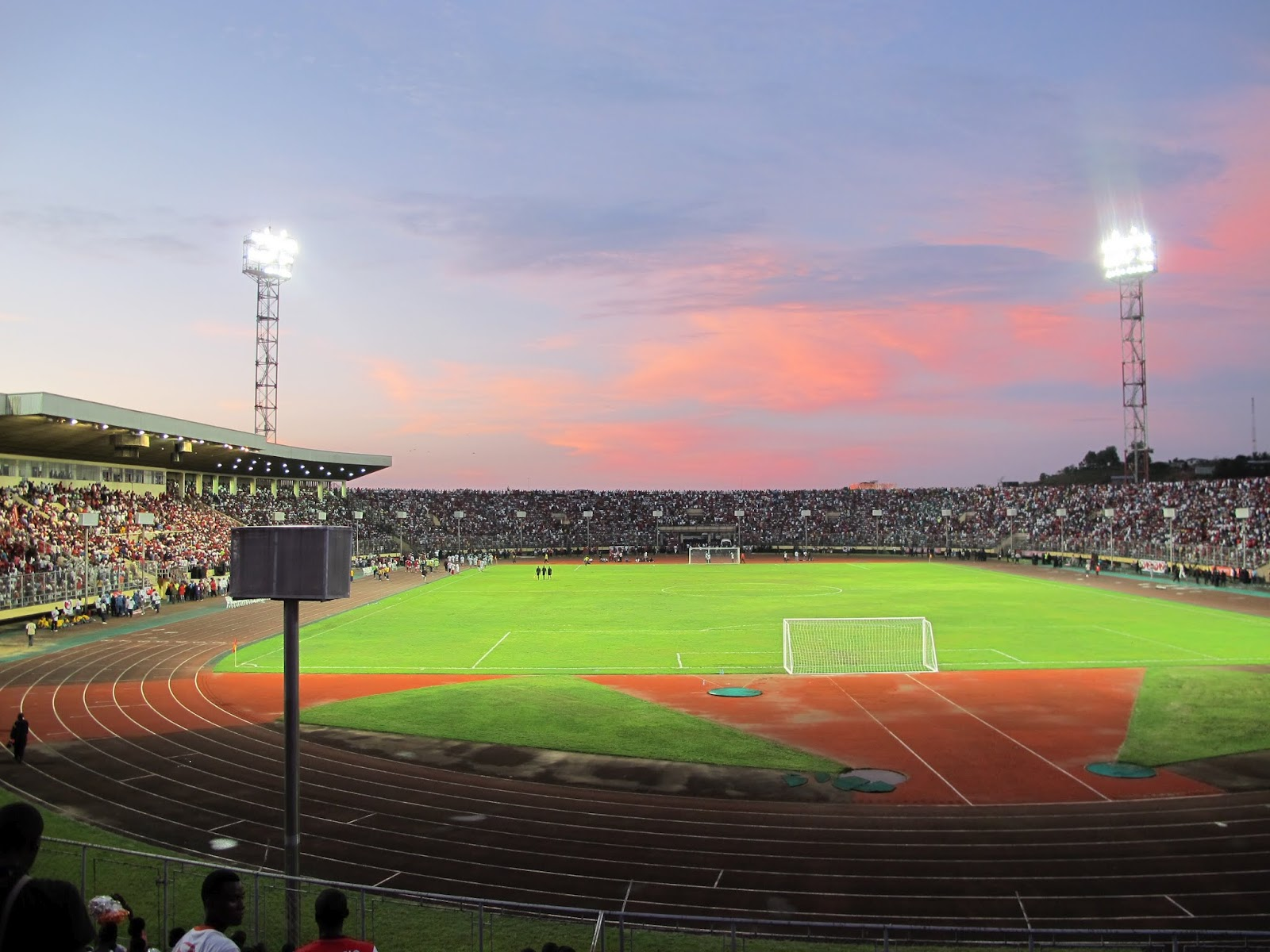
ملعب أنطوانيت توبمان ، مونروفيا

ولدت أنطوانيت بادمور في مونروفيا في 24 فبراير 1914. كان والداها هما جيمس ستانلي بادمور وماري لويز باركلي بادمور، اللذان هاجرا من باربادوس. توفيت والدتها عندما كانت صغيرة، ونتيجة لذلك قامت عمتها إليزابيث باركلي شيرمان بتربيتها. تلقت تعليمها في بروملي ميشن، وهي مدرسة أسقفية، ثم انتقلت إلى باريس لدراسة الموضة. لدى عودتها افتتحت أول مدرسة للأزياء والنمذجة في مونروفيا. تزوجت من ويليام توبمان في 17 سبتمبر 1948. كانت زوجته الثالثة.  وأنجبا ابنة واحدة هي ويلهيمينا توبمان تاكر. 

## العمل كسيدة أولى
كانت توبمان السيدة الأولى في ليبيريا منذ زواجها عام 1948 حتى وفاة زوجها عام 1971. [1] في المسكن الأول، أنشأت متحفًا يحتوي على المشغولات اليدوية المتعلقة برئاسة زوجها بالإضافة إلى التحف السابقة.  والأهم من ذلك، استخدمت توبمان دورها المؤثر بصفتها السيدة الأولى في جمع الأموال والوعي للقضايا الخيرية والإنسانية، بما في ذلك: الأيتام، والمشردون، والمرضى النفسيون. في أغسطس 1957، تم افتتاح دار أيتام جديدة بتمويل من مؤسسة أنطوانيت توبمان لرعاية الأطفال في فيرجينيا. في عام 1958، أنشأت جمعية خيرية مخصصة لجمع التبرعات لمستشفى جديد للمرضى العقليين في مونروفيا. كانت رئيسة جمعية الخدمات الاجتماعية. لوحظت بسبب مشاركتها في الحياة السياسية. 
 بعد وفاة زوجها في يوليو 1971، قدرت ثروته بـ 220 مليون دولار، مما جعلها واحدة من أغنى النساء في العالم. أسست متحف ويليام في إس توبمان التذكاري على ممتلكاتهم، شرق مونروفيا في توتوتا، بناءً على المجموعة التي أسستها في وقت مبكر من زواجهما.
بالإضافة إلى كونها السيدة الأولى، أدارت توبمان أيضًا شركتين: فندق ومطعم يسمى كوكوز نست. مزرعة ومحامص تسمى قهوة ويلميتكو. 
توفيت في 16 مايو 2011. [1] تم دفنها في 11 يونيو 2011 في الكنيسة الميثودية المتحدة ، مونروفيا.

## تكريمها
تم تسمية الملعب الرياضي في مونروفيا باسم ملعب أنطوانيت توبمان تكريما لها. 

## الجوائز
1956 - وسام الصليب الأكبر من وسام الاستحقاق من جمهورية ألمانيا الاتحادية. 